# Толмачёв, Игорь Анатольевич
Игорь Анатольевич Толмачёв (р. 5 июня 1963 года, Краснодар) — советский и российский потомственный судебный медик, доктор медицинских наук, профессор, полковник медицинской службы. Член-корреспондент РАЕН.

## Биография
Родился в 1963 году, в Краснодаре в семье врачей (отец - Толмачев Анатолий Васильевич - военный врач - судебно-медицинский эксперт, мать - Толмачёва Тамара Михайловна - врач - дерматовенеролог, косметолог). В 1980 году поступил в Минский государственный медицинский институт. С 1984 году являлся слушателем Военно-медицинского факультета при Куйбышевском медицинском институте, который окончил в 1986 году. С 1986 по 1989 год служил на врачебных должностях в военных частях Белорусского и Закавказского ВО. Заведующий кафедрой судебной медицины Военно-медицинской академии имени С.М.Кирова.

### Труды
Автор и соавтор более 300 печатных научных трудов и учебно-методических работ, более 400 рационализаторских предложений и изобретений. Основные из них:
- «Руководство по судебно-медицинской экспертизе в Вооружённых Силах Российской Федерации на мирное время» (2001);
- «Руководство по установлению личности неопознанных погибших при их массовом поступлении» (2001);
- Судебно-медицинская оценка тяжести вреда здоровью при черепно-мозговых травмах (2007).
- Клиническая стоматология: официальная и интегративная: руководство для врачей (2008).
- Рентгенофлуоресцентный анализ в судебной медицине (2008).
- Судебная медицина и психиатрия (2008).
- Алгоритмы, применяемые при экспертизе огнестрельных повреждений, причиненных из оружия с устройством подавления звука выстрела (2008).
- Экспертная оценка огнестрельных повреждений, причиненных из оружия специального назначения (2008).
- Правовые вопросы идентификации погибших в вооруженных конфликтах (2009).
- Диагностика половой принадлежности и возрастной группы трупов неизвестных лиц по признакам папиллярного рельефа пальцев рук (2009).
- Дерматоглифика в системе судебно-медицинской идентификации личности (2009).
- «Экспертная оценка огнестрельных повреждений, причиненных выстрелами из оружия специального назначения» (2009).
- Судебно-медицинская экспертиза авиационной травмы (2011).
- Техника секционного исследования трупа (2011).
- Диагностика кровного родства путем генетического анализа признаков папиллярных узоров пальцев (2011).
- Самоубийство: биологические основы и факторы риска (2012).
- Организация нейрохирургической помощи в военно-медицинских учреждениях Министерства обороны Российской Федерации в мирное время (2012).
- Ранения нелетальным кинетическим оружием (2013).
- Учебник «Судебная медицина» (2016).

Работает в редакционных коллегиях и научных изданиях:
- членом редакционного совета журнала «Судебно-медицинская экспертиза» (Москва).

## Награды
- Медаль ордена «За заслуги перед Отечеством» II степени (с мечами)
- Медаль «70 лет Вооружённых Сил СССР».
- Медаль «За отличие в военной службе III степени».
- Медаль «За отличие в военной службе II степени»
- Медаль «За отличие в военной службе I степени».
- Медаль «За ратную доблесть».
- Медаль «За создание медико-токсикологического регистра военнослужащих».
- Медаль «20 лет Медицинскому регистру Минобороны России».
- Медаль "200 лет внутренним войскам МВД России".
- Медаль "100 лет Рабоче-Крестьянской Красной армии и Рабоче-Крестьянского Красного флота".
- Медаль "115 лет Военной академии материально-технического обеспечения им. генерала армии А.В.Хрулева".